# Platysternon megacephalum
La tortuga cabezona o tortuga macrocéfala (Platysternon megacephalum) es una especie de tortuga, única representante del género Platysternon y de la familia Platysternidae. Se distribuye por China, Laos, Camboya, Birmania, Tailandia, y Vietnam. Habita en pequeños ríos y arroyos de montaña.
Se encuentra en peligro de extinción en buena medida debido a que es cazada por su carne y para venderse como mascota. Está protegida por el tratado internacional CITES.
Además de una gran cabeza, esta especie se caracteriza por trepar árboles cerca de ríos y arroyos.Se alimenta de peces y caracoles.[cita requerida] Debido a su enorme cabeza, es incapaz de esconderla en el interior de su caparazón.
Se reconocen tres subespecies:
- Platysternon megacephalum megacephalum Gray, 1831 - Sur de China.
- Platysternon megacephalum peguense Gray, 1870 - Birmania, Tailandia y Vietnam.
- Platysternon megacephalum shiui Ernst & McCord, 1987 - Camboya, Laos y norte de Vietnam.